# Lavinia Bazhbeuk-Melikyan
Lavinia Bazhbeuk-Melikyan (in armeno Լավինիա Բաժբեուկ-Մելիքյան?; Tbilisi, 3 aprile 1922 – Erevan, 8 novembre 2005) è stata un'artista armena-sovietica componente dell'Accademia delle arti russa e artista popolare della SSR armena.

## Biografia
Lavinia Bazhbeuk-Melikyan nacque nel 1922 a Tbilisi in una famiglia di artisti, il padre era il graphic designer e scultore Alexander Bazhbeuk-Melikyan. Nel 1935 si trasferì a Erevan, studiando al Panos Terlemezian Artistic College. Nel 1951 si laureò presso l'Istituto artistico di Mosca "V. Surikov". Negli studi di P. Korin lavorò alla creazione dei pannelli intarsiati per la stazione "Komsomolskaya" della metropolitana di Mosca.
Dal 1962 al 1964 Lavinia fu una dei componenti del consiglio di amministrazione dell'Unione degli artisti, delegata del 2º congresso degli artisti sindacali.
Dal 1988 corrispondente dell'Accademia d'arte della Russia, dal 1997 Onorata Artista della Federazione Russa e dal 2002 membro a pieno titolo dell'Accademia delle arti russa.
Le sue opere sono conservate nel Museo d'Arte Moderna (Erevan), nella Galleria Nazionale dell'Armenia (sempre di Erevan), nei fondi artistici dell'Armenia e della Russia e in molte gallerie e collezioni private in diversi paesi del mondo.
Lavinia Bazhbeuk-Melikyan morì l'8 novembre 2005.

## Mostre
Dal 1951 Lavinia partecipò costantemente a mostre nazionali e internazionali.
- Casa dei pittori, Erevan, 1979[3]
- Mosca, 1980[4]

### Mostre personali
- 1979 - Erevan
- 1980 - Erevan
- 2007 - Accademia russa degli artisti, Mosca[5]
- 2008 - Unione degli artisti dell'Armenia, Erevan

## Premi
- 1967 - Artista onorato di Armeno
- 1970 - Medaglia d'oro alla mostra di risultati economici dell'URSS (VDNKH), Mosca
- 1974 - Diploma dell'Unione degli Artisti dell'URSS, per la serie di ritratti.
- 1983 - Artista popolare della Repubblica socialista sovietica armena

## Opere
- Il ritratto del padre, Alexander Bazhbeuk-Melikyan (1960)
- Madre (1961)
- Natura morta con libri (1970)
- Autoritratto (1978)
- Pittore Nina Zhilinskaya (1984)
- Ritratto delle sorelle Aghabalyants (1994)
- Ritratto di M. Khachatryan (1996)
- I cactus